# Maria Cristina Messa
Maria Cristina Messa (Monza, 8 de octubre de 1961) es una médica y académica italiana, que el 13 de febrero de 2021 fue nombrada ministra de la Universidad y de la Investigación en el Gobierno Draghi.
Es profesora ordinaria de diagnóstico por imágenes y radioterapia en la Universidad de los Estudios de Milano-Bicocca, de la que fue rectora entre 2013 y 2019.

## Biografía
Nacida a Monza, se crio en Milán en el barrio de Porta Magenta. Está casada con un médico, con el cual tiene dos hijos.
Se graduó cum laude en Medicina y Cirugía en 1986 y se especializó en Medicina Nuclear en 1989 en la Universidad de Milán. Por algunos periodos estudió en los Estados Unidos y en Inglaterra.
Después de una experiencia como investigadora en el hospital San Raffaele de Milán, se convirtió en profesora asociada de la Universidad de Milano-Bicocca en 2001 y catedrática en 2013. Ha sido directora de la unidad operativa compleja de medicina nuclear del hospital San Gerardo de Monza, desde 2015 hasta 2012, y directora del Departamento de Ciencias de la Salud de la Universidad Milano-Bicocca (2012-2013).
Como miembro de la Junta de la Conferenza dei Rettori delle Università Italiane (CRUI) obtuvo la delegación de investigación. Como rectora, ha sido presidenta de la fundación interuniversitaria U4I (desde 2017) y miembro del Comité de Coordinación de Human Technopole. Ha sido Vicepresidenta del Consejo Nacional de Investigación de Italia (CNR) de 2011 a 2015.
A nivel Europeo, desde 2013 es delegada italiana MIUR en el programa Horizon 2020.
Sus intereses de investigación son: diagnóstica por imágenes y medicina nuclear, con aplicaciones a las transformaciones neurodegenerativas y neoplásicas. Scopus le asigna 191 documentos con 9 102 citas y un índice de Hirsch de 53.
El 13 de febrero de 2021 fue nombrada Ministra de la Universidad y de la Investigación en el gobierno Draghi. Es la primera mujer que recubre esta función (la sexta si se considera el periodo de agrupación con el Ministerio de la Instrucción).

## Reconocimientos
En 2014 recibió el premio Marisa Belisario “Donne ad alta quota” en el sector de las instituciones.
Aparece en el Top 2% Scientists list de la Universidad de Stanford por número de publicaciones y citas, junto a unos cuatro mil investigadores formados en Italia sobre un total de 159.684 enumerados.
El 13 de febrero de 2021 fue nombrada Ministra de la Universidad y de la Investigación en el gobierno Draghi. Es la primera mujer que cubre esta función (la sexta si se considera el periodo de agrupación con el Ministerio de la Instrucción).